# Amerikaanse auto in 1910
Dit artikel geeft een overzicht van alle Amerikaanse personenwagens geproduceerd in 1910 door een significante autoconstructeur. De auto's staan alfabetisch gerangschikt per merk. Hier staan enkel Amerikaanse merken, ongeacht of ze eigendom zijn van een niet-Amerikaans concern. Ook gaat het om constructeurs die algemeen bekend zijn met auto's die algemeen voor het publiek verkrijgbaar zijn. 
| Firestone Columbus |                  | concern:                            | Onafhankelijk |
| Firestone Columbus | divisie:         |                                     |               |
| Firestone Columbus | merk:            | Firestone Columbus Verenigde Staten |               |
| Firestone Columbus | model:           | 79C                                 |               |
| Firestone Columbus | einde productie: | 1910                                |               |
| Firestone Columbus | productieaantal: | ?                                   |               |

| Mercer |                  | concern:                | Onafhankelijk |
| Mercer | divisie:         |                         |               |
| Mercer | merk:            | Mercer Verenigde Staten |               |
| Mercer | model:           | Model 30 C              |               |
| Mercer | einde productie: | 1915                    |               |
| Mercer | productieaantal: | ?                       |               |

| Mitchell (auto) |                  | concern:                         | Onafhankelijk |
| Mitchell (auto) | divisie:         |                                  |               |
| Mitchell (auto) | merk:            | Mitchell (auto) Verenigde Staten |               |
| Mitchell (auto) | model:           | Type S                           |               |
| Mitchell (auto) | einde productie: | 1915                             |               |
| Mitchell (auto) | productieaantal: | ?                                |               |

| Stanley Steamer |                  | concern:                         | Onafhankelijk |
| Stanley Steamer | divisie:         |                                  |               |
| Stanley Steamer | merk:            | Stanley Steamer Verenigde Staten |               |
| Stanley Steamer | model:           | 71                               |               |
| Stanley Steamer | einde productie: | 1910                             |               |
| Stanley Steamer | productieaantal: | ?                                |               |